# Bourgneuf-en-Mauges
Bourgneuf-en-Mauges és un municipi francès situat al departament de Maine i Loira i a la regió de País del Loira. L'any 2007 tenia 691 habitants.

## Demografia

### Població
El 2007 la població de fet de Bourgneuf-en-Mauges era de 691 persones. Hi havia 252 famílies de les quals 64 eren unipersonals (48 homes vivint sols i 16 dones vivint soles), 88 parelles sense fills, 92 parelles amb fills i 8 famílies monoparentals amb fills.
La població ha evolucionat segons el següent gràfic:
Habitants censats

### Habitatges
El 2007 hi havia 296 habitatges, 275 eren l'habitatge principal de la família, 7 eren segones residències i 14 estaven desocupats. 256 eren cases i 36 eren apartaments. Dels 275 habitatges principals, 186 estaven ocupats pels seus propietaris, 87 estaven llogats i ocupats pels llogaters i 2 estaven cedits a títol gratuït; 5 tenien una cambra, 13 en tenien dues, 43 en tenien tres, 64 en tenien quatre i 150 en tenien cinc o més. 227 habitatges disposaven pel capbaix d'una plaça de pàrquing. A 114 habitatges hi havia un automòbil i a 142 n'hi havia dos o més.

### Piràmide de població
La piràmide de població per edats i sexe el 2009 era:
| Homes | Edats   | Dones |
| ----- | ------- | ----- |
| 0     | 95 o +  | 0     |
| 0     | 90 a 94 | 0     |
| 0     | 85 a 89 | 4     |
| 4     | 80 a 84 | 4     |
| 20    | 75 a 79 | 8     |
| 32    | 70 a 74 | 28    |
| 12    | 65 a 69 | 4     |
| 4     | 60 a 64 | 12    |
| 20    | 55 a 59 | 16    |
| 12    | 50 a 54 | 16    |
| 36    | 45 a 49 | 40    |
| 36    | 40 a 44 | 32    |
| 12    | 35 a 39 | 20    |
| 28    | 30 a 34 | 4     |
| 20    | 25 a 29 | 16    |
| 44    | 20 a 24 | 16    |
| 52    | 15 a 19 | 28    |
| 52    | 10 a 14 | 20    |
| 16    | 5 a 9   | 16    |
| 8     | 0 a 4   | 12    |

## Economia
El 2007 la població en edat de treballar era de 459 persones, 364 eren actives i 95 eren inactives. De les 364 persones actives 344 estaven ocupades (188 homes i 156 dones) i 20 estaven aturades (12 homes i 8 dones). De les 95 persones inactives 33 estaven jubilades, 44 estaven estudiant i 18 estaven classificades com a «altres inactius».

### Ingressos
El 2009 a Bourgneuf-en-Mauges hi havia 272 unitats fiscals que integraven 714 persones, la mediana anual d'ingressos fiscals per persona era de 14.682 €.

### Activitats econòmiques
Dels 23 establiments que hi havia el 2007, 1 era d'una empresa extractiva, 2 d'empreses de fabricació d'altres productes industrials, 7 d'empreses de construcció, 4 d'empreses de comerç i reparació d'automòbils, 2 d'empreses de transport, 2 d'empreses d'hostatgeria i restauració, 1 d'una empresa financera, 3 d'empreses de serveis i 1 d'una empresa classificada com a «altres activitats de serveis».
Dels 8 establiments de servei als particulars que hi havia el 2009, 1 era un paleta, 2 guixaires pintors, 2 lampisteries, 1 empresa de construcció, 1 perruqueria i 1 restaurant.
Dels 2 establiments comercials que hi havia el 2009, 1 era una botiga de menys de 120 m² i 1 una botiga d'equipament de la llar.
L'any 2000 a Bourgneuf-en-Mauges hi havia 31 explotacions agrícoles que ocupaven un total de 775 hectàrees.

## Equipaments sanitaris i escolars
El 2009 hi havia 2 escoles elementals.

## Poblacions més properes
El següent diagrama mostra les poblacions més properes.